# Lavinio Virgili
Lavinio Virgili (Carassai, 5 giugno 1902 – Roma, 17 aprile 1976) è stato un musicologo, compositore, direttore di coro e presbitero italiano.
Fu insegnante di Dogmatica fondamentale nel corso di Teologia presso il seminario di Fermo e docente di Religione presso il ginnasio-liceo “Annibal Caro”, insegnante di musica nel seminario di Fermo, direttore della cappella del duomo di Fermo, direttore della Cappella musicale Pia Lateranense, cappella romana dell’Arcibasilica di San Giovanni Laterano, Presidente della Commissione Romana di Musica Sacra, Vice presidente dell’Associazione Italiana di Santa Cecilia.
Compositore di ogni sorta di musica sacra: Messe, mottetti, salmi, ecc.. Ha collaborato alla pubblicazione dell’Opera omnia di Palestrina.

## Biografia
Lavinio Virgili nacque a Carassai in provincia di Ascoli Piceno nelle Marche il 5 giugno 1902 da Filippo e Ginevra Mariucci, commercianti locali. Giovanissimo, ricevette il primo insegnamento musicale in paese.
Studiò presso il seminario Arcivescovile di Fermo in cui era entrato fra gli 11 e i 12 anni d'età. Da seminarista studiò musica mostrando una grande attitudine.
Inizia a dirigere corali e impartire lezioni di musica ai seminaristi già prima della maggiore età. Fu ordinato sacerdote il 19 luglio 1925 a 23 anni.
L’allora  Arcivescovo di Fermo Mons. Castelli, lo mandò a Roma a studiare canto gregoriano e  sacra composizione  presso la Pontificia scuola musicale che successivamente prenderà il nome di Pontificio Istituto di Musica Sacra di Roma. A Roma Lavinio si prepara studiando con docenti prestigiosi quali Raffaele Casimiri, l'abate Ferretti, Licinio Refice, Cesare Dobici e Eduardo Dagnino.
Nel 1928 discute la tesi di laurea <<Storia della Cappella Musicale di Fermo>> e ritorna nella sua diocesi.
Riceve la nomina di Dogmatica fondamentale nel corso di Teologia presso il seminario e docente di Religione presso il ginnasio-liceo “Annibal Caro” di Fermo. Successivamente viene incaricato dell’insegnamento e della prassi della musica in tutte le classi del seminario e nella scuola filarmonica cittadina. Dopo l’esperienza della Scuola musicale del 1887 promossa dal sindaco del tempo Giovanni Battista Monti nel 1929 per iniziativa di Umberto Grossi, Michele Fontevecchia e Lavinio Virgili si ha la fondazione del Liceo musicale.
Dopo l’unità d’Italia, si assiste all’incameramento dei beni ecclesiastici da parte del Regno d'Italia e all'impoverimento, perdita di vitalità e successivo collasso, delle secolari  cappelle musicali, nate nel Cinquecento, fucine della scuola italiana del ‘Belcanto’.
Così, come nel resto della penisola, ai musici subentrarono i seminaristi ad offrire il supporto al servizio liturgico delle cattedrali. A Fermo furono diretti e istruiti da don Lavinio Virgili che fu maestro direttore della Cappella musicale del Duomo di Fermo dal 1934 al 1940. Con il Virgili, Fermo divenne uno degli avamposti delle cosiddetta  Movimento Ceciliano.
Don Lavinio si occupo di riportare il Canto gregoriano a lui caro e la polifonia rinascimentale nelle celebrazioni liturgiche cattoliche nella sua Fermo all'insegna di una maggiore sobrietà e della partecipazione alla liturgia dell'assemblea dei fedeli attraverso il canto. Nacque in questo periodo, come in quasi tutte le parrocchie d’Italia la "Schola cantorum", la futura corale dedicata all'animazione liturgica delle celebrazioni nel Duomo e all'apprendimento dell'arte musicale.
Fermo, proprio per l'apporto di Virgili e di Giovambattista Boni, era divenuta uno dei poli più vivi del Movimento Ceciliano per la riforma della musica sacra che, com'è noto, additava il rinnovamento della stessa nella riscoperta e adozione del canto gregoriano e della polifonia classica cinquecentesca, d'ascendenza  palestriniana.
Il Seminario di Fermo, situato immediatamente sotto il Duomo, poi sede del Conservatorio, all'epoca aveva pure una casa editrice musicale la “Samel” che editava polifonia cinquecentesca e musica ceciliana e che faceva seguito all'esperienza della rivista musicale “Cappella Aloisiana” fondata dal Boni nel 1904.
Virgili acquisì una grande autorità nel settore della polifonia cinquecentesca.
Nei successivi 12 anni di permanenza nella diocesi di Fermo, organizzò e diresse una corale intitolata per sua volontà a don Lorenzo Perosi, che era stato maestro esimio della Cappella musicale pontificia sistina, guida ed esponente principale del Movimento Ceciliano.
Raffaele Casimiri, suo maestro Pontificio istituto di musica sacra, apprezzato direttore della  Cappella Lateranense, lo volle come suo successore al momento di lasciare per l’incarico di canonico.
Siamo nel 1940, l’Italia era entrata in guerra e Lavinio si trasferisce a Roma.
Tre anni dopo, nonostante il conflitto, don Lavinio che aveva proseguito il lavoro del suo maestro Raffaele Casimiri (morto proprio nel 1943), sull’Opera di Giovanni Pierluigi da Palestrina dà alle stampe il XVI volume e a partire dal XVII volume, il lavoro continua insieme a Knud Jeppesen (le messe mantovane) e Lino Bianchi, per l'Istituto Italiano per la Storia della Musica.
Don Lavinio Virgili, durante l’occupazione tedesca è in qualche modo coinvolto col  vaticano dell’atto più eclatante di imparzialità dello  Stato della Chiesa: l’ospitalità concessa al generale Roberto Bencivenga che si era rotto il femore mentre era in Seminario nel mese di maggio per un colloquio con  Bonomi.
Il generale, dal 22 marzo 1944 fu investito dal  governo Badoglio del comando militare clandestino nella città di Roma come massimo rappresentante (militare e civile) del governo del Sud, succedendo al generale Quirino Armellini, ma a causa del grave incidente mentre partecipava ad una riunione clandestina, rimase temporaneamente in disparte.
Dopo l’incidente fu operato da alcuni medici in Seminario e la sua riabilitazione condotta da un massaggiatore cieco. Fu trasferito, quando clinicamente possibile, nel Palazzo dei Penitenzieri nell’appartamento proprio di monsignor don Lavinio Virgili. Qui fissò la sua centrale operativa grazie anche ad una radio.
Negli anni della guerra e dell’immediato dopoguerra si interessò personalmente dei problemi dei suoi cantori e di quelli delle loro famiglie. Durante l’occupazione nazista ripetutamente ritornò nella sua diocesi per raccogliere cibo da destinare a quelli tra i suoi amici a cui non bastava il poco vitto che poteva ottenere con la sua tessera.
L’11 maggio del 1947 si parla una tournée in America sotto la guida con il maestro Lavinio Virgili dei cantori della Cappella Giulia unitamente a quelli della Cappella musicale pontificia sistina.
Don Lavinio Virgili grazie alle sue importanti pubblicazioni ed alla sua qualificata attività di musicista raggiunse una certa notorietà e i primi importanti incarichi. Nel 1948 venne nominato presidente della Commissione Romana di Musica Sacra che conserverà fino al 1973.
Nel 1954 assume la carica di vice presidente dell’Associazione Italiana di Santa Cecilia.
Fu chiamato ripetutamente alla radio per esecuzioni musicali. L’Ente Rassegne Musicali di Loreto lo annoverò fra i componenti della direzione artistica.
Anche in questo periodo di grandi impegni non si distolse dal suo lavoro musicando un gran numero di spartiti e dando alle stampe numerose opere.
Nel 1958 lo colpì un grave lutto: moriva prematuramente la sorella Lisetta, la cui scomparsa segnò profondamente l’animo del musicista.
Il 21 febbraio 1960 vede don Lavinio Virgili nella commissione giudicatrice del concorso a direttore della Cappella Giulia dello scomparso maestro di cappella Armando Antonelli.
<<della commissione giudicatrice faranno parte: M° mons. Domenico Bartolucci direttore della Cappella Sistina, monsignor Lavinio Virgili direttore della Cappella Clementina di San Giovanni in Laterano, M° Ferruccio Vignanelli, ordinario d’organo nel Pontificio Istituto Superiore di Musica Sacra; monsignor Higinio Anglés preside del medesimo Istituto, oltre al canonico prefetto Pedro Pablo Altabella Gracia>>.
Il 22 novembre del 1960 moriva la mamma di don Lavinio Virgili.
Col 1962 arrivano gli anni del Concilio Vaticano II e per Don Lavinio Virgili non sono anni facili. Da buon “cecilianista” (o ceciliano) non trovava facile accettare tutti i cambiamenti che si volevano attuare in campo musicale.
Emblematico è il suo intervento nel dibattito sulla Messa beat del 1966. Tutto ha inizio con l’’intervista del  Settimanale Gente a Padre Sinaldi. Padre Sinaldi inizia affermando di avere fra le sue preferenze personali il canto gregoriano e la musica classica, poi apre in maniera accondiscendente alla musica dei giovani, lui un cantore della Basilica di Santa Maria sopra Minerva. È però con la risposta alle successive domande incalzanti del giornalista che Padre Sinaldi arriva a utilizzare come argomento le fonti di ispirazione stesse del lavoro di don Lavinio.
La stampa tutta si butta nella polemica e i titoli dei quotidiani amplificano il dibattito con toni accesi. Anche le testate più aperte parlano di irrisione del sacro riferendosi alle nuove forme musicali nella liturgia ecclesiastica come la “Messa Beat” o “Messa di Giombini” o "Messa dei Giovani". Stranamente le tesi più possibiliste arrivarono dal L'Avvenire d'Italia, un quotidiano cattolico di  ispirazione progressista.
Nel pieno di questo polverone mediatico il  Vicariato di Roma diffuse una durissima nota di protesta a firma del presidente della commissione diocesana per la musica sacra, mons. Lavinio Virgili.
Questo documento, datato 14 maggio 1966, rappresentò la sconfessione delle tesi di padre Sinaldi e del professor Federici. Definì la musica giovanile un «genere deteriore» che mai avrebbe potuto sposarsi con la liturgia cattolica.
Il maestro Virgili, in verità, si impegnò molto a studiare i dettami conciliari in materia liturgica per i risvolti che ne derivavano nel campo specifico della musica. Non fu come si disse un antiriformista. Avversò coloro che pretendevano applicazioni esagerate della riforma e davano interpretazioni arbitrarie sempre come sacerdote obbediente ai dettami della Chiesa.
Il suo comunicato non riuscì a frenare l’invasione del beat nelle chiese, ma evitò almeno che si ripetessero le degenerazioni viste all’Oratorio di S. Filippo Neri di Via Giulia.
Dalle pagine della rivista <<Cappella Sistina>> e da quelle di <<Arte e Fede>> don Lavinio ribadire l’importanza della musica e del canto sacro come elementi essenziali e irrinunciabili della solennità liturgica. In particolare dissentì da coloro che volevano rinunciare al canto gregoriano e alla polifonia. Era un musicista e non poteva tacere di fronte a un cambiamento così radicale di una disciplina verso cui aveva dedicato la sua esistenza.
Con queste premesse la sua apertura al Concilio fu sofferta e tutta tesa a salvaguardare il ruolo storico della Schola Cantorum nella liturgia contro un suo drastico ridimensionamento presente in alcune interpretazioni dei nuovi documenti conciliari.
Il 28 dicembre 1967 per la prima volta in Italia una Messa venne officiata con musiche beat. Fu la cosiddetta Messa Alleluja per tastiere, chitarre, contrabbasso e batteria, composta dallo stesso Giombini.
Il successo della Messa Alleluja e il moltiplicarsi dei complessini parrocchiali convinsero le autorità ecclesiastiche ad analizzare meglio il fenomeno e a fare una cauta retromarcia.
Il 7 febbraio 1969 Paolo VI, che non era mai intervenuto pubblicamente sul tema, assunse una posizione morbida.
Si arriva così ad una Nota della Commissione Episcopale per la Liturgia della CEI (24 febbraio 1970) piuttosto tollerante e distensiva nei toni che in alcuni passaggi del documento smentirono di fatto la nota del Vicariato di quattro anni prima.
Un “nulla osta”che apre la stagione della tolleranza e fa esplodere in Italia il mercato discografico delle Messe beate del pop religioso, fenomeno che ebbe come centro propulsore le tante parrocchie di provincia soprattutto del centro e del nord Italia.
Nel 1976, in occasione della 16ª Rassegna internazionale di Cappelle Musicali, tenutasi a Loreto, fu insignito del premio “Una vita per la musica” <<per le sue spiccate doti di musicista e per la sua feconda versatilità come compositore, direttore di cappelle e liturgista>>.
Nello stesso anno il 17 aprile, vigilia di Pasqua, muore improvvisamente all’età di 74 anni. Le sue spoglie mortali riposano nel cimitero di Porto San Giorgio.

## Produzione
- 1930 - La Cappella musicale della Chiesa metropolitana di Fermo dalle origini al 1670, Lavinio Virgili, 1930, Bologna, Tipografia Pàtron, Angelo Riccardo
- 1930 - Oremus pro Pontifice a 4 voci miste - Lavinio Virgili
- M. Antonio Ingegneri, Responsori per i tre Notturni della Feria VI in Parasceve a quattro voci dispari, a cura di Lavinio Virgili, Fermo, Libreria Editrice del Seminario
- Piccola Antologia di Canti Sacri - 44 canti gregoriani in musica figurata - Libreria Editrice del Seminario - Fermo Marche
- Veni Creator, Cantemus Domino / Lavinio Virgili - Rome: Edizioni Musicali Lateranensi, Piazza S. Giovanni in Laterano.
- 1936 - DOMINE, SALVUM FAC PONTIFICEM / Lavinio Virgili - Tipo documento Musica a stampa - Autore principale Virgili, Lavinio - Fermo, Seminario Arcivescovile, - Fa parte di SOLENNE ACCADEMIA PRO ORIENTE CRISTIANO
- 1938 - Metodo teorico-pratico per l'insegnamento della musica : ad uso degli istituti magistrali delle scuole di avviamento professionale... / Virgili Lavinio - Livello bibliografico Monografia - documento Musica a stampa in 4 volumi - Fermo
- 1938 - Metodo teorico-pratico per l'insegnamento della musica : ad uso dei seminari, istituti religiosi, scuole ceciliane e scuole corali / Lavinio Virgili - Libreria editrice del seminario, Fermo - opera in 3 volumi
- 1949 - Musices janua: metodo teorico-pratico per l'insegnamento della musica in 4 volumi / Lavinio Virgili - Livello bibliografico Monografia - Edizione 6. ed - Pubblicazione Roma De Santis
- 1950 - Volume 16: Magnificat a 4, 5, 6 ed 8 voci secondo la stampa originale del 1591 e il codice manoscritto dell'epoca. ed. Lavinio Virgili. Roma: Fratelli Scalera. [Magnificat] K41=pp.1-97; K42=pp.98-189; K43epp.190-302; K44=pp.303-334) Liber Primus
- 1952 - Janua musices: metodo teorico-pratico per l'insegnamento della musica ad uso dei seminari, istituti religiosi, scuole ceciliane e scuole corali in 5 volumi / Lavinio Virgili - Edizione 6. ed - Pubblicazione Roma : Edizioni de Santis,
- 1952 - Le opere complete / Pierluigi da Palestrina (XVII. Offertori), a cura di Lavinio Virgili, Roma, Edizione fratelli Scalera
- 1952 - Madrigali a 4 e 5 voci : fascicolo 1 / Luca Marenzio ; trascrizione dall'originale a cura di Lavinio Virgili. - [Partitura] Roma : Edizioni De Santis
- 1952 - Musices janua: metodo teorico-pratico per l'insegnamento della musica in 4 volumi per gli Istituti Magistrali, Scuole di Avviamento (primi 3 volumi) e Scuole medie. / Lavinio Virgili - Edizione 6. ed - Pubblicazione Roma: De Santis
- 1952 - stampa 1951 - Volume 17: Offertori di tutto l'anno a 5 voci: secondo la stampa originale del 1593 / Giovanni Pierluigi da Palestrina; per cura e studio di Lavinio Virgili. - [Partitura] Roma : Scalera,
- 1956 - Liber polyphoniae: canti sacri degli antichi maestri (sec. 16.-17.) : a tre voci (T.1., T.2. e B. oppure C.1., C.2. e A.) / a cura del M.o Mons. Lavinio Virgili direttore della Cappella Musicale Lateranense - Partitura - Pubblicazione Roma: Associazione Italiana Santa Cecilia.
- 1964 - LP Canti del Coro dell’Arcibasilica Lateranense, composizioni del Maestro Direttore Mons. Lavinio Virgili - accompagnamento dell’organista Giovanni Zammerini:
  - Ordinarium Missae
  - Alleluja
  - Pasha Nostrum Immolatus est Christus
  - Veni Creator Spiritus
  - O Salutaris Hostia
  - Parce Domine
  - Oremus pro Pontefice
  - Hecce Sacerdos Magnus
- 1965 - La musica sacra: la bellezza nella liturgia sacra / Mons. Lavinio Virgili - Pubblicazione Città del Vaticano : Tip. Poliglotta Vaticana
- 1966 - Ordinarium Missae Lateranense - La Messa Lateranense in lingua italiana, secondo, terzo, quarto, quinto, sesto - Casa Editrice Carrara
- 1972 - Antologia Corale - raccolta di canti polifonici - Casa Editrice Ricordi
- 1973 - Antologia Corale - raccolta di canti polifonici - Casa Editrice Ricordi
- 1973 - O salutaris hostia a 4 voci miste / Lavinio Virgili - Partitura - Fa parte di “Antologia corale: collana di composizioni corali classiche, romantiche, moderne e popolari realizzata in collaborazione con l'Unione società corali italiane (USCI), Roma , n.2, p.12-13
- 2002 - O salutaris Hostia - Virgili Lavinio -  presente nella partitura: Polyphonia - Vol. 48 - Breviloquia - 10 Mottetti di musica sacra corale a 4 voci S.C.T.B. a cappella con testo in latino - Curatore: Migliavacca L./Rossi M./Vessia G.N. - Editore: Carrara - Collana: Polyphonia
- 2012 - Ninna-Nanna a Gesu Bambino - Don Lavinio Virgili in Arsys Bourgogne*, Pierre Cao – Chants De Noël Du Monde - Etichetta: Naïve – V5319 - Formato: CD, Compilation, Digipak - Paese: France.